# Sexy Sport Clips
Sexy Sport Clips (bei Sport1 nur Sport Clips; auch kurz: SSC) war eine Fernsehsendung mit Softporno-artigen Inhalten.

## Geschichte
Die Geschichte der Sexy Clips und Sexy Sport Clips startete bei dem Hamburger Lokalsender HH 1, wo es eine Nachfrage nach einem „bezahlbaren“ und wiederholbaren erotischen Fernsehprogramm gab. Produziert werden die kostenlosen, durch 0190er-Nummern finanzierten Sexy Clips von Uli Goldhahn und seiner Firma Goldwick Media. Durch den Erfolg der Sexy Clips in Hamburg folgten Regionalsender in Berlin, München, an der Saar und in Sachsen. Im Jahre 2002 folgte der deutsche Sportfernsehsender DSF, heute Sport1, und gab die Sexy Sport Clips in Auftrag, die seither überregional als Dauerwerbesendungen im Nachtprogramm des Sportfernsehsenders (meist ab 0 Uhr) laufen.
Im ersten Halbjahr 2003 nahm das DSF im Zusammenhang mit den Sexy Sport Clips gut 15 Millionen Euro brutto mit Werbespots für Telefonerotik ein.
Aufgrund vollständigen Verzichts von Verbalkommunikation in den Clips kann auf eine Synchronisation ebenfalls verzichtet werden. Grundsätzlich kommen auch männliche Darsteller vor, die aber eher als Hintergrundfiguren gezeigt werden. Nachdem die Clips in den ersten beiden Jahren noch bildschirmfüllend ausgestrahlt wurden, ist das DSF 2005 dazu übergegangen, Werbebanner für Live-SMS-Chats oder ähnliches einzublenden. Zeitweise konnten die Zuschauer sogar per Telefonabstimmung entscheiden, welcher Clip als Nächster gespielt wird. Diese Maßnahmen haben bisher noch zu keinem merklichen Rückgang in den Einschaltquoten geführt, auch wenn dadurch nicht unerhebliche Teile des Bildes (halbtransparent) verdeckt werden.
Mittlerweile sind Kompilationen von SSC-Folgen auch im Versandhandel als DVD erhältlich.
Entgegen dem Aufdruck auf den DVDs sind die Clips nicht alle ungekürzt. Einige sind zwar in der Spieldauer identisch, bei der DVD-Version fehlen allerdings Szenen. Dies wurde durch verlangsamte Wiedergabe ausgeglichen. Andere sind sogar kürzer als die derzeit ausgestrahlte Version, die bereits um eine Minute und fünf Sekunden gekürzt ist.
Im Frühjahr 2007 ist das DSF dazu übergegangen, die durch Werbebanner überdeckten Sexy Sport Clips offensichtlich ausnahmslos in einer neuen Fassung zu zeigen, die gegenüber den früher ausgestrahlten Versionen überarbeitet und sichtbar entschärft sind. Ein Großteil der von der Zielgruppe als aufreizend empfundenen Szenen fehlt nun völlig (sie wurden augenscheinlich gezielt aus sämtlichen ausgestrahlten Clips herausgeschnitten, überwiegend sogar ohne Überblendung). Ferner werden die einzelnen Clips deutlich früher ausgeblendet, häufig bevor das jeweilige Model sich gänzlich entblättert hat.
Der italienische Satellitensender Odeon TV hat vorübergehend fürs deutsche Free-TV ungeeignete, da offenbar ungekürzte, Fassungen einer großen Zahl Sexy Sport Clips in seinem unkodiert empfangbaren Nachtprogramm zwischen 01:00 und 02:00 Uhr nachts ausgestrahlt. Diese auf Odeon gesendeten Clips hatten jeweils exakt dieselbe Länge wie die „Langfassungen“, die das DSF bis Frühjahr 2007 ausgestrahlt hatte (in der Regel 5:48 min), waren jedoch anders zusammengeschnitten: Sie zeigten detailreiche Nahaufnahmen der Models, wie sie im deutschen Fernsehen, auch im Nachtprogramm, nicht zu sehen sind.
Seit Sommer 2007 strahlt das DSF das Nachtprogramm unter dem Motto „Sport Clips“ aus. Hier wechseln sich die Sexy Sport Clips (in der oben beschriebenen, nochmals gekürzten, von Werbebannern überdeckten Neufassung), die Strip Poker Clips, offensichtlich neu gedrehte Fußball-Clips (nahezu identisch mit den Sexy WM-Clips) und die Car Stuck Girls einander ab. Im Herbst 2007 begann das DSF, im Nachtprogramm zunehmend neue Folgen der Reihe „Strip Poker Clips“ sowie eine neue Reihe namens „Adventures“ auszustrahlen, in der die Models in verschiedensten Ambientes zu sehen sind (Autowerkstatt, Diskothek etc.). Inzwischen ist eine Reihe mit dem Titel „Best of Sport Clips“ dazugekommen, die aus ineinander übergehenden Kurzausschnitten aus den „Sexy Sport Clips“-Staffeln der letzten Jahre besteht. Von 1:45 bis 2:15 Uhr sowie von 3 bis 3:30 Uhr (manchmal auch zu anderen, verschobenen Uhrzeiten) zeigt das DSF eine sogenannte Dauerwerbesendung, die ebenfalls aus Erotikclips besteht, die jedoch offensichtlich aus einer anderen Produktion (unter den Bezeichnungen „Dandy“ sowie „Teresa Orlowski präsentiert“) stammen.
Einer der Konkurrenten im frei empfangbaren deutschen Fernsehen war bis zur Einstellung des Senders im August 2011 die nächtliche Sendung Sexy Night @ 9Live (auch „la notte“ genannt) auf 9Live, die ebenfalls von Goldwick Media produziert wurde, jedoch preiswerter produziert war und zwei Stunden später startete (siehe auch). Eine Alternative gab es auch mit Das Vierte, bei dem jede Nacht echte Playmates die Hüllen fallen ließen.
Im Juli 2024 wurde bekannt, dass sich Sport1 im Zuge einer Neugestaltung seines Nachtprogramms von der Ausstrahlung seiner Sport Clips trennen und durch Dokutainmentformate ersetzen wird. Die letzte Ausstrahlung erfolgte am 5. Juli 2024.

## Machart
Die zirka sechs Minuten langen Clips zeigen einen Striptease, der zu Popmusik, Evergreens oder klassischen Kompositionen von meist einer Frau vollzogen wird.
In der Regel handelt es sich bei den Darstellerinnen um bekannte, meist osteuropäische, Pornodarstellerinnen wie z. B. Jennifer Stone, Lea De Mae, Anetta Keys oder Tereza Brettschweiderova. Jedoch kann man sich auch als Laien-Darstellerin über eine Modelagentur für die Sexy Sport Clips bewerben. Die Darstellerinnen bekommen für eine Stunde drehen 100 bis 250 Euro. Da Sport1 eine Zulassung als Spartensender für Sport hat, sind für die Programminhalte Sportbezüge zwingend vorgeschrieben. Am Anfang des Clips wird daher zunächst oft kurz die Umgebung gezeigt, die einen mehr oder weniger starken Bezug zu sportlichen Aktivitäten hat. Dabei sind zuweilen auch männliche Akteure als Sporttreibende kurzzeitig im Bild.
Typische Schauplätze sind:
- Billardtisch
- Boxringe
- Tennis und Badminton
- Fitnessstudios
- Heißluftballons (wobei hier durch entsprechende Schnitte eine Fahrt des Ballons suggeriert wird)
- Kartbahnen
- Minigolfbahnen
- Motorradgeschäft
- Schwimmbäder
- Stadien
- Tischtennisplatte

Nicht nur bezüglich der Schauplätze, sondern auch in Bezug auf Aussehen und Performance der Darstellerinnen gibt es große Unterschiede zwischen den einzelnen Clips. Neben den „Langfassungen“ existieren auch eine ganze Reihe von Kurzversionen, bei denen im Zusammenschnitt auf das Wesentliche fokussiert wird. Diese werden bevorzugt zur Einleitung von Werbung eingesetzt.

### Ergänzende Werbung
Das Geschäftsmodell basiert, neben den Einnahmen für das „gewisse Mehr“ an Freizügigkeit und den Bannern vor allem auf Werbung lustvoll stöhnender Telefonservicedamen (oder Herren). Die Werbung ist dabei deutlich pornographischer ausgerichtet. Die Länge der ausgestrahlten Werbung variiert dabei erheblich, was nicht zuletzt mit entsprechenden Sehgewohnheiten der männlichen Zuschauer einhergehen mag. Es ist davon auszugehen, dass in den Frühstunden des Tages die Einschaltquote grundsätzlich selbst für diese Form der ergänzenden Werbung zu gering ausfällt, zumal die Services nicht zwingend um diese Uhrzeit angeboten werden, sondern durch Bandversionen gesteuert sind.
Des Weiteren werden noch kürzere Clips als Handyvideos angeboten, die Werbung mit dem SMS-Code und der dazugehörigen Nummer werden immer nach dem Clip sowie zwischendrin im Clip eingeblendet. Hierbei gibt es jedoch einen kleinen Fehler, die Nummer für die Zuschauer in Österreich zeigt zuerst eine 0900er-Nummer, wechselt dann auf den Text „In Kürze“ und wechselt wieder auf eine 0900er-Nummer. 
Im späteren Verlauf ging man bei der Ausstrahlung auf Sport1 dazu über auch Werbung von Erotikseiten wie veegaz mehrfach während den Clips einzublenden. Auch dauerhaft unter dem Cornerlogo des Senders wurde eine Zeit lang thematisch passende Werbung während den Clips eingeblendet. Dies entfiel als Sport1 sich später entschied kein Logo während seiner Erotikstrecke mehr einzublenden (vermutlich um eine bessere Trennung des Hauptprogramms zu gewährleisten).

### Sexy WM-Clips
Während der Fußball-Weltmeisterschaft 2006 sendete das DSF die Sexy WM-Clips. Jeder Clip war einem Teilnehmerland gewidmet, sodass jedes Land außer dem Iran vertreten war. Dieser wurde durch Griechenland ersetzt. Er begann jeweils damit, dass eine Frau in die Kamera rief, wie sie angeblich heiße und aus welchem Land sie komme, gefolgt von einigen kurzen Anfeuerungsrufen für dieses Land. Danach zog sie sich im Strafraum und im Tor eines nächtlichen Fußballfeldes aus. Die Frauen trugen dazu meist das Trikot des jeweiligen Landes und bezogen dies besonders in die Performance ein.

### Sexy Sports Academy
Sexy Sports Academy ist eine Fernsehsendung mit Softporno-artigen Inhalten, ähnlich wie die Sendung Sexy Sport Clips. Die Sendung wird jede Nacht seit Ende 2008 im Rahmenprogramm der Sexy Sport Clips im Deutschen Sportfernsehen ausgestrahlt.
Inhalt und Ablauf
Der Ablauf der Sendung spielt sich im Ambiente des historischen Schlosses Loučeň ab. Dabei treffen sich verschiedene Frauen und spielen verschiedene erotische Varianten klassischer Gesellschaftsspiele, die darauf hinauslaufen, dass sich alle Teilnehmerinnen der Spiele ausziehen.
Die Spiele
Die Gesellschaftsspiele, die von den Frauen gespielt werden, variieren von Sendung zu Sendung. Dazu gehören Spiele wie Flaschendrehen, Tauziehen oder Reise nach Jerusalem.
Alle diese Spiele werden in leicht abgeänderter Form zu den üblichen Versionen gespielt. Bei der Reise nach Jerusalem scheiden die Kandidatinnen z. B. erst dann aus, wenn sie sich vollkommen entkleidet haben. Dabei muss sich jedes Mal diejenige eines Kleidungsstücks entledigen, die keinen Stuhl mehr bekommen hat.
Darstellerinnen
Die Darstellerinnen sind verschiedene Models, die von unterschiedlichen Agenturen gecastet wurden. Unter anderen spielt der Pornostar Dominno mit, der bereits in verschiedenen bekannten Filmen wie der Great-Big-Boobies-Reihe mitgewirkt hat.

### Carstuckgirls-Clips
2007 wurden Kurzclips von Carstuckgirls.com gezeigt.

### Sexy Sport Games
Seit Frühling 2008 werden vermehrt auch längere Clips gezeigt, die aus Wettkämpfen bestehen. Dabei handelt es sich immer um 2 Frauen oder 2 Mannschaften zu jeweils zwei oder drei Frauen, die gegeneinander antreten. Bei Spielen wie z. B. Klettern auf einer Hüpfburg, Bungee Run oder Schubkarren-Rennen muss diejenige, die in dieser Runde verloren hat, ein Kleidungsstück ausziehen. Bei den Teams ziehen sich alle in dem Team befindenden Frauen die Kleidungsstücke aus. Hierbei sind die Frauen von Anfang an nur mit einem T-Shirt und einer Unterhose bekleidet. Diese Clips sind ausschließlich in Indoor-Sporthallen gedreht worden.
Hintergrund für diese spezielle Serie dürften die Olympischen Spiele sein, da bei der Einblendung am Anfang und am Ende der Text „Sexy Sport Games“ von rechts nach links durch das Bild fliegt, während auf einem hellblauen Hintergrund eine Abwandlung der olympischen Ringe zu sehen ist.

### Girlfriends on Tour
Girlfriends on Tour besteht aus 7 Staffeln mit jeweils 10 Folgen à 20 Minuten. Regie führt Pierre Roshan.

#### Staffel 1: Sexy Surferinnen
Eine Gruppe von Damen campt und erlebt erotische Abenteuer am Strand. Besetzung: Mia Magma, Dirty Tracy, Lahja Anderson, Bella, Minka.

#### Staffel 2: Sexy Snow Bunnies
Winterurlaub in den Bergen. Besetzung: Anastasiya Avilova, Mia Magma, Mia Miya, Dirty Tracy, Peter Magma, Dirty Mario.

#### Staffel 3: Sexy Skipperinnen
Urlaub auf einem Hausboot. Besetzung: Mia Magma, Mia Miya, Dirty Tracy, Maria Mia, Peter Magma.

#### Staffel 4: Sexy Alm
November 2013 startete Staffel 4, Sexy Alm, die auf einem Bauernhof in Südtirol gedreht wurde. Sexy Alm ist eine Hommage an die Lederhosenfilme. Die Besetzung besteht aus Schnuggie91, Kina Kash, Julie Hunter, Bella Blond, Till Kraemer und Diether von Stein. Die zweite Folge erzielte mit 210.000 Zuschauern den bisherigen Quotenrekord der Sexy Sport Clips.

#### Staffel 5: Sexy Snow Bunnies 2
Julie macht für ihre Semesterarbeit eine Sozialstudie in einem Skigebiet. Besetzung: Julie Hunter, Kina-Kash, RoxxyX, Norma J. Jackson, Jason Steel und Till Kraemer.

#### Staffel 6: Sexy Alm 2
Julie und Bella machen Urlaub in Südtirol. Besetzung: Julie Hunter, Kina Kash, Bella Blond, Angi Kroxx, Diether von Stein und Till Kraemer.

#### Staffel 7: Sexy Road Trip
Eva und Cindy machen einen Roadtrip an die Ostsee. Besetzung: Celina Davis, Bodo, Julie Hunter, Diether von Stein, Texaspatti und LulluGun.